# Gastroblasta
Gastroblasta är ett släkte av nässeldjur. Gastroblasta ingår i familjen Campanulariidae.
Kladogram enligt Catalogue of Life:
| Gastroblasta | \| \| Gastroblasta chengshanensis \| \| \| \| \| \| Gastroblasta raffaelei \| \| \| \| \| \| Gastroblasta timida \| \| \| \| |
|              | \| \| Gastroblasta chengshanensis \| \| \| \| \| \| Gastroblasta raffaelei \| \| \| \| \| \| Gastroblasta timida \| \| \| \| |
|              | Campanularia |
|              | |
|              | Clytia |
|              | |
|              | Gastroblastea |
|              | |
|              | Gonothyraea |
|              | |
|              | Hartlaubella |
|              | |
|              | Laomedea |
|              | |
|              | Obelia |
|              | |
|              | Orthopyxis |
|              | |
|              | Rhizocaulus |
|              | |
|              | Silicularia |
|              | |
|              | Tulpa |
|              | |
|              | Zelounies |
|              | |
|              | Gastroblasta chengshanensis                                                                                                  |
|              | |
|              | Gastroblasta raffaelei |
|              | |
|              | Gastroblasta timida |
|              | |

|  | Gastroblasta chengshanensis |
|  |                             |
|  | Gastroblasta raffaelei      |
|  |                             |
|  | Gastroblasta timida         |
|  |                             |